# Savudrijski zaliv
Savudrijski zaliv (hrvaško Savudrijska vala, tudi Uvala Stara Savudrija) leži jugozahodno od Savudrijskega rta, 700 m severno od Savudrije. 
Ime Savudrijska vala je bilo na Hrvaškem po namerni pomoti v rabi za Piranski zaliv zaradi spornega akvatorija oziroma razmejitve, kar naj bi dokazovalo hrvaško identiteto le-tega. V novejšem času (po sporazumu o arbitraži) je ta raba postopoma prenehala. 